# رودولفو فيغا
رودولفو فيغا (بالإسبانية: Rodolfo Vega)‏ (4 فبراير 1974 بمدينة فيراكروز في المكسيك - ) هو لاعب كرة قدم مكسيكي في مركز الهجوم.